# Gurgon Kyap
Gurgon Kyap (Tibetaans: གུར་ མགོན་ ཀྱབ , gur mgon kyab) (Amdo, 1971 – Labrang, 29 juni 2016) was een Chinees acteur en regisseur van Tibetaanse komaf. Hij was jarenlang woonachtig in Parijs en New York.

## Biografie
Kyap was jakhoeder in het boerendorp Amdosuo in de regio Amdo. Telkens getreiterd door Chinese militairen besloot hij samen met drie monniken en vier vrienden naar het buitenland te vluchten. In 1991 bereikten zij na een barre tocht door sneeuw en vrieskou van –30 °C de grens met Nepal.  Hierna reisden ze verder naar Dharamsala in India waar ze een samen met 34 andere vluchtelingen werden ontvangen door de veertiende dalai lama.
Kyap ging eerst aan het werk als kok in Kathmandu, totdat hij werd gecast voor de film Himalaya: L'Enfance d'un chef. In deze film die uitgebracht werd in 1999 speelde hij de hoofdrol van Karma.
In 1998 vestigde hij zich in Parijs. Hier leerde hij eerst Frans en begon in 1999 aan een studie in theater. Hij acteerde in verschillende films en werkte mee aan de productie en regie van enkele andere.
Hij verhuisde in 2013 naar New York.
Tijdens een bezoek in China verongelukte hij toen hij als motorbestuurder tegen een auto knalde. Hij werd 45 jaar oud.

## Filmografie

### Acteur
- 1999: Himalaya : L'Enfance d'un chef, Karma
- 2008: Le Voyage aux Pyrénées, Tenzing
- 2009: Loup, Mouriak
- 2010: Les Mains libres, James

### Productie
- 2003: Toutes ces belles promesses, assistent-regisseur
- 2003: Un homme, un vrai, 2003, producer
- 2004: Exils, 2004, assistent-decorbouwer
- 2007: La France, producer
- 2008: Versailles, assistent-regisseur